# Unidad Habitacional Santa Teresa
Unidad Habitacional Santa Teresa är ett samhälle (vecindad) i Mexiko, tillhörande kommunen Chapultepec i delstaten Mexiko, i den centrala delen av landet. Orten hade 2 601 invånare vid folkräkningen 2010.